# Триксис
Триксис (лат. Trixis) — род кустарниковых цветковых растений семейства Астровые (Asteraceae) трибы Nassauvieae, произрастающих в Северной и Южной Америке, включая Вест-Индию.

## Ботаническое описание
Травянистые кустарники высотой от 20 см до 3 м, часто корневищные, с опушёнными стеблями. Листья стеблевые сидячие или черешковые. Лопасти листа эллиптические, ланцетные, линейные или линейно-ланцетные, основания клиновидные, края зубчатые или цельнокрайние. Цветковые головки квазилучистые, расположенные либо поодиночке, либо в виде щитковидных соцветий или метёлок. Обёртки более или менее цилиндрические длиной 12-15 мм, сложенные чашечками из 3-7 раскидистых или восходящих прицветников. Цветоложе плоское гладкое опушённое остроконечное. Цветки, как правило 4-25 (до 60), обоеполые, венчики жёлтые со временем белеющие.

Trixis
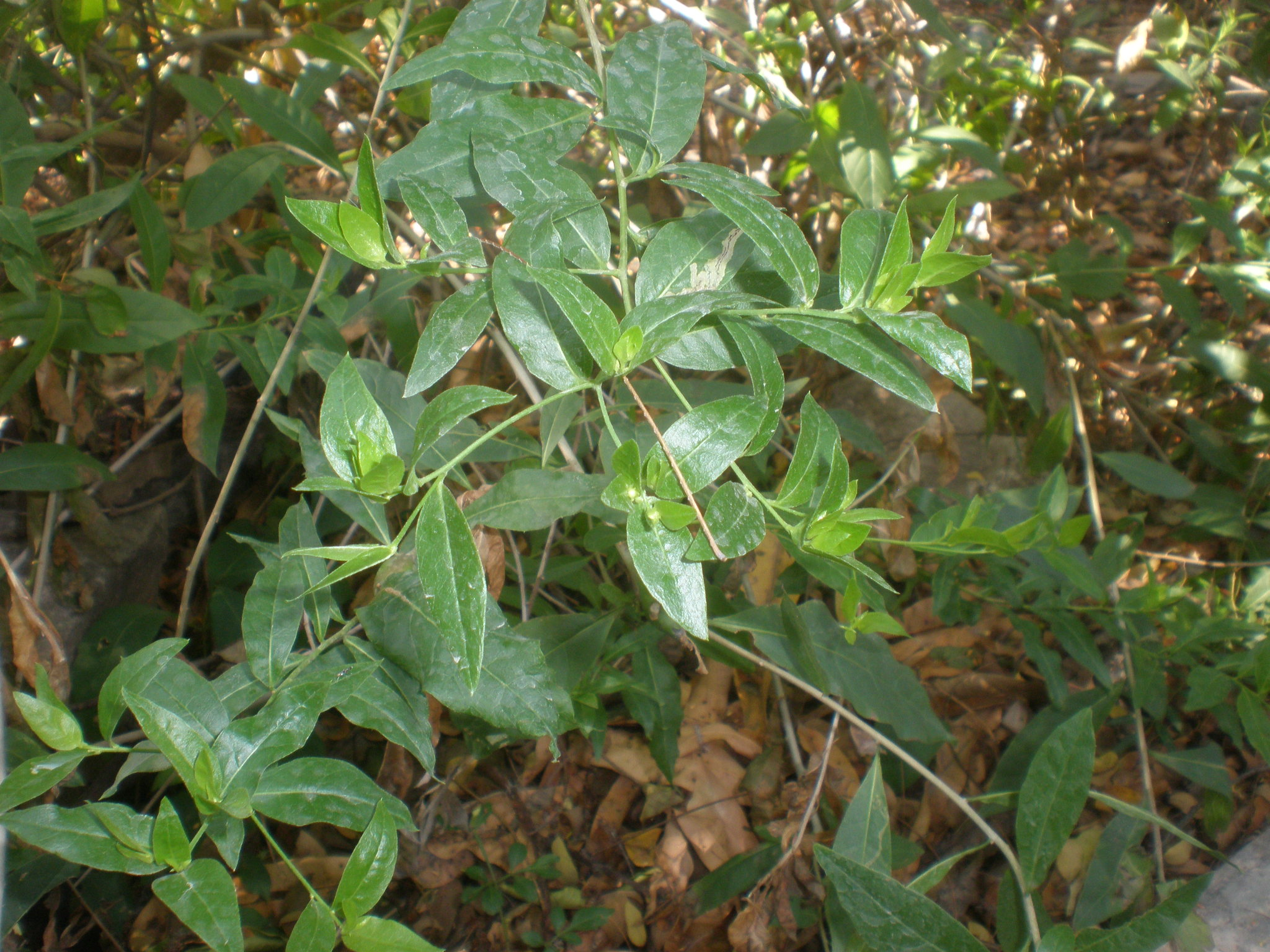
T. alata
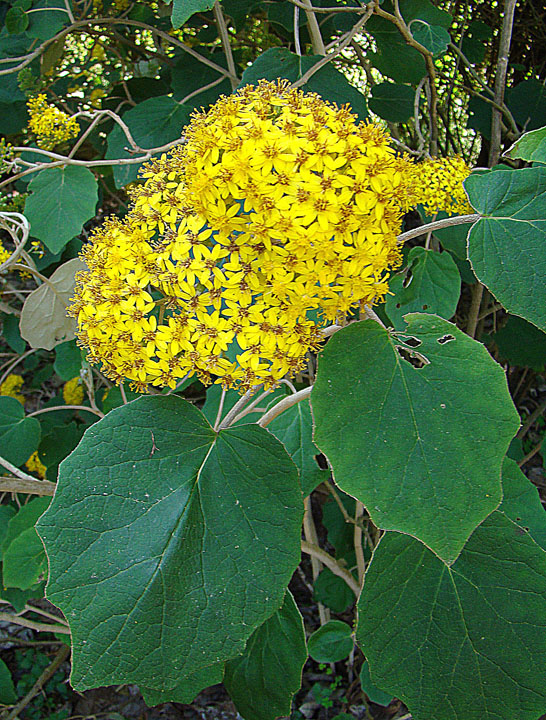
T. anomala
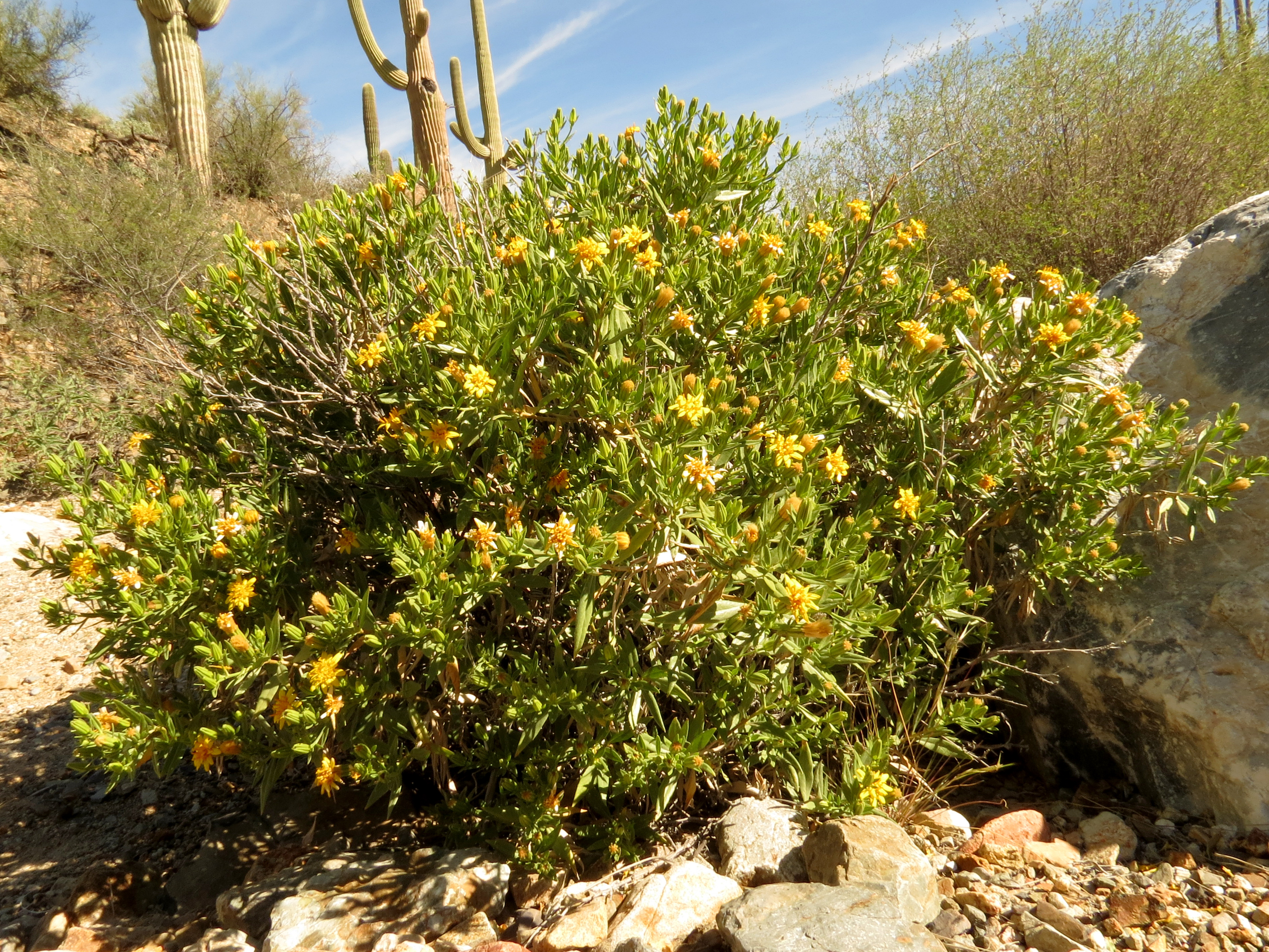
T. californica
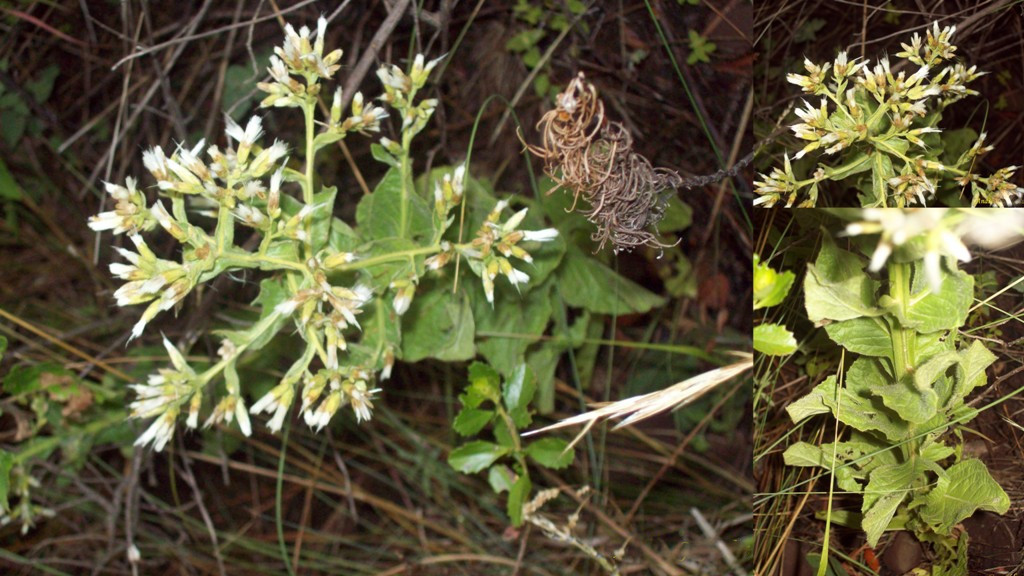
T. pallida

## Таксономия
Род был описан ирландским естествоиспытателем Патриком Броуном в 1756 году.
Родовое название — от греч. τριχος, что означает «тройной» по внешней губе венчика.

## Виды
Следующие виды входят в род Триксис:
- Trixis aggregata Rusby
- Trixis alata D.Don
- Trixis angustifolia DC.
- Trixis anomala B.L.Turner
- Trixis antimenorrhoea (Schrank) Mart. ex Baker
- Trixis bowmanii Baker
- Trixis cacalioides (Kunth) D.Don
- Trixis calcicola B.L.Rob.
- Trixis californica Kellogg — Триксис калифорнийский
- Trixis chiapensis C.E.Anderson
- Trixis erosa Sw.
- Trixis glaziovii Baker
- Trixis grandibracteata C.E.Anderson
- Trixis grisebachii Kuntze
- Trixis haenkei Sch.Bip.
- Trixis hassleri Chodat
- Trixis hyposericea S.Wats.
- Trixis inula Crantz]
- Trixis lessingii DC.
- Trixis longifolia D.Don
- Trixis megalophylla Greenm.
- Trixis mexicana Lex.
- Trixis michuacana Lex.
- Trixis nelsonii Greenm.
- Trixis nobilis (Vell.) Katinas
- Trixis ophiorhiza Gardner
- Trixis pallida Less.
- Trixis parviflora C.E.Anderson
- Trixis peruviana Katinas
- Trixis praestans (Vell.) Cabrera
- Trixis pringlei B.L.Rob. & Greenm.
- Trixis proustioides Hieron.
- Trixis pterocaulis B.L.Rob. & Greenm.
- Trixis silvatica B.L.Rob. & Greenm
- Trixis spicata Gardner
- Trixis thyrsoidea Dusén ex Malme
- Trixis vauthieri DC.
- Trixis verbascifolia (Gardner) S.F.Blake
- Trixis villosa (Spreng.) Sch.Bip